# Lignatone
Lignatone — марка музыкальных инструментов, производившихся на заводе Cremona (сейчас Strunal Schönbach s.r.o.) в городе Луби (Карловарский край, Чехословацкая СР) приблизительно в 1980-е годы.

## Описание
Из-за ограниченности рынка сбыта не получила широкого распространения. Инструменты, рассчитанные прежде всего на музыкантов-любителей, практически не использовались в профессиональной музыкальной деятельности.
Под маркой Lignatone выпускались гитары, баяны, трубы, тромбоны, валторны, аккордеоны, губные гармошки, флейты и возможно барабаны. Инструменты обладают приятным тембром и широким диапазоном, но не слишком выразительны по звучанию.
Завод приватизирован 1 сентября 1995 года. Его нынешнее имя Strunal CZ, s.r.o.